# HMS Tiger (1913)
El HMS Tiger fue un crucero de batalla construido para la Marina Real Británica durante la década de 1910. El buque fue el crucero de batalla británico más fuertemente blindado al comienzo de la Primera Guerra Mundial en 1914, pero aún no estaba listo para el servicio operativo. El barco fue asignado al 1.er escuadrón de cruceros de batalla (1.er BCS) durante la guerra y participó en la Batalla del Banco Dogger a principios de 1915, aunque todavía estaba en pruebas y no tuvo un buen desempeño. Luego, el Tiger participó en la Batalla de Jutlandia en 1916, donde sufrió daños leves a pesar de sufrir muchos impactos de proyectiles alemanes. Además de proporcionar cobertura distante durante la Segunda batalla de la bahía de Heligoland en 1917, pasó el resto de la guerra patrullando sin incidentes en el Mar del Norte.
El barco era el crucero de batalla más antiguo onservado por la Royal Navy después de que los límites de tonelaje del Tratado Naval de Washington entraran en vigor en 1922. Se convirtió en un buque escuela de artillería en 1924 y luego se unió al Escuadrón de Cruceros de Batalla en 1929 cuando su buque insignia, Hood, se sometió a una reparación prolongada. Tras el regreso del Hood al servicio en 1931, el Tiger fue dado de baja y vendido como chatarra en 1932 de acuerdo con los términos de la Conferencia Naval de Londres de 1930.